# Ли Жуйхуань
Ли Жуйхуань (кит. трад. 李瑞環, упр. 李瑞环, пиньинь Lǐ Ruìhuán; род. 17 сентября 1934, Баоди, Тяньцзинь) — китайский политический деятель, член Посткома Политбюро ЦК КПК в 1989—2002 годах, председатель ВК НПКСК (1993—2003), член Политбюро ЦК КПК с 1987 года и секретарь ЦК КПК (1989—1992). В 1987—1989 годах глава Тяньцзиньского горкома КПК, в 1982—1989 годах мэр Тяньцзиня.
Член КПК с сентября 1959 года, член ЦК 12 созыва, член Политбюро ЦК КПК 13-го созыва, секретарь ЦК КПК 13 созываIV пленум, член Посткома Политбюро 13IV пленум, 14, 15 созывов.

## Биография
По национальности ханец. Родился в обычной крестьянской семье.
В 1951—1965 годах работал строителем в Пекинской строительной компании № 3.
В 1958—1963 годах заочно обучался в архитектурно-инженерном институте в Пекине, получил образование уровня колледжа.
С 1965 года замсекретаря парткома Пекинской компании стройматериалов.
В годы Культурной революции в 1966—1971 годах подвергался преследованиям.
После 1971 года на руководящих должностях в отрасли гражданского строительства. В 1973—79 годах зампред Пекинской городской Федерации профсоюзов и член исполкома ВФП. В 1979—81 годах зампред Всекитайской федерации молодёжи и секретарь ЦК КСМК.
С 1982 года в Тяньцзине. В 1982—84 годах секретарь Тяньцзиньского горкома КПК и и. о. мэра, а с мая 1982 года по ноябрь 1989 года мэр Тяньцзиня. С сентября 1987 года по октябрь 1989 года глава Тяньцзиньского горкома КПК.
С избранием на 4-м пленуме ЦК КПК 13-го созыва в 1989 году в Постком Политбюро ЦК КПК и в секретариат ЦК КПК, сосредоточился на идеологической работе, в 1989—1992 годах он также глава центральной руководящей группы по пропаганде и идеологической работе (Central Leading Group for Propaganda and Ideology).
По некоторой информации, Дэн Сяопин в своё время рассматривал его кандидатуру альтернативной Цзян Цзэминю на выдвижение на пост генсека партии, в то же время сам Ли оказал тогда поддержку Цзяну.
Председатель ВК НПКСК 8-го и 9-го созывов, избирался в 1993 году и переизбирался в 1998 году. Указывают, что в преддверии XV съезда КПК в 1997 году он выступил за возобновление идеи политической реформы.
Отмечают, что именно при нём существенно возвысился статус НПКСК в политической жизни (системе) Китая, произошло становление его международных связей. (На XIII съезде КПК была выдвинута идея проведении «общественно-консультативного диалога» («шэхуэй сешан дуйхуа»).)
По некоторому мнению, Ли Жуйхуань как более либеральный партийный лидер противостоял Цзян Цзэминю в руководстве КПК. Поддерживал тесные отношения с Сун Пином и Ху Цзиньтао.
На 16-м съезде партии 68-летний Ли Жуйхуань не вошёл в состав ЦК КПК нового созыва.
Его супруга работала рабочей на заводе до выхода на пенсию.
В 2013 году вышла его книга «Взгляды и суждения»: «Работа, в которую вошли свыше 1400 тем бесед, отражает взгляды и точки зрения автора на разные вопросы, связанные с экономикой, культурой, обществом и жизнью». Член постоянного комитета президиума 20-го съезда КПК.